# La reine s'ennuie
Pour plus de détails, voir Fiche technique et Distribution.
La reine s'ennuie (titre original : The Fatal Ring) est un film à épisodes américain muet réalisé par George B. Seitz, sorti en 20 épisodes en 1917.

## Fiche technique
- Titre original : The Fatal Ring
- Titre français : La Reine s'ennuie
- Réalisateur : George B. Seitz
- Scénario : Bertram Millhauser et George B. Seitz
- Pays de production :  États-Unis
- Langue : Anglais
- Format : Noir et blanc - 1,33:1 - Son : muet

## Distribution
- Pearl White
- Earle Foxe
- Warner Oland
- Ruby Hoffman
- Floyd Buckley
- Cesare Gravina
- Mattie Ferguson
- George B. Seitz

## Liste des épisodes
1. The Violet Diamond
2. The Crushing Walls
3. Borrowed Identity
4. The Warning On The Ring
5. Danger Underground
6. Rays of Death
7. The Signal Lantern
8. The Switch In The Safe
9. The Dice of Death
10. The Perilous Plunge
11. The Short Circuit
12. A Desperate Chance
13. A Dash of Arabia
14. The Painted Safe
15. The Dagger Duel
16. The Double Disguise
17. The Death Weight
18. The Subterfuge
19. The Cryptic Maze
20. The End of The Trail